# 博克陨击坑
博克陨击坑（Bok）是位于火星欧克西亚沼区一座陨石坑，其名称为1976年取自新几内亚的一座城镇名
博克以清楚地证明它受到火星上阿瑞斯谷洪水的影响而闻名。 

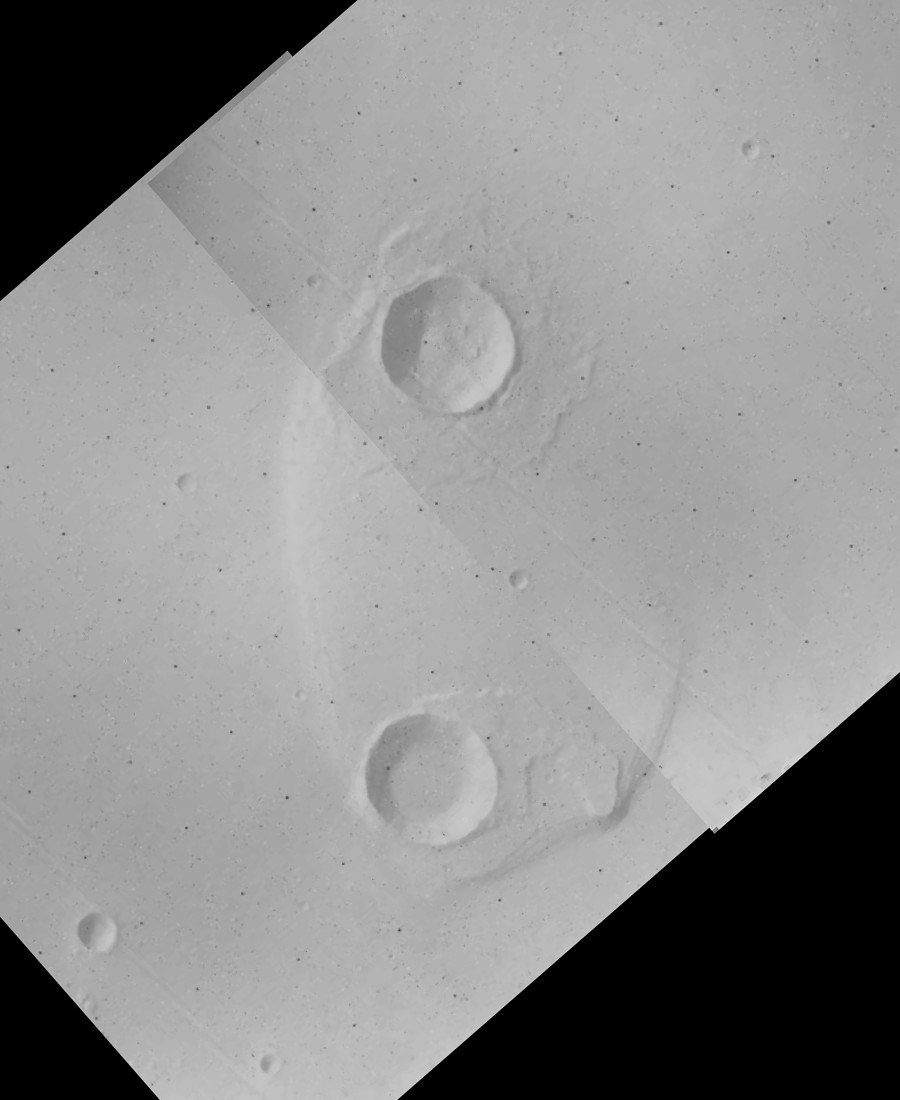
海盗1号探测器拍摄的卢德陨击坑（上）和博克陨击坑（下）拼接图。
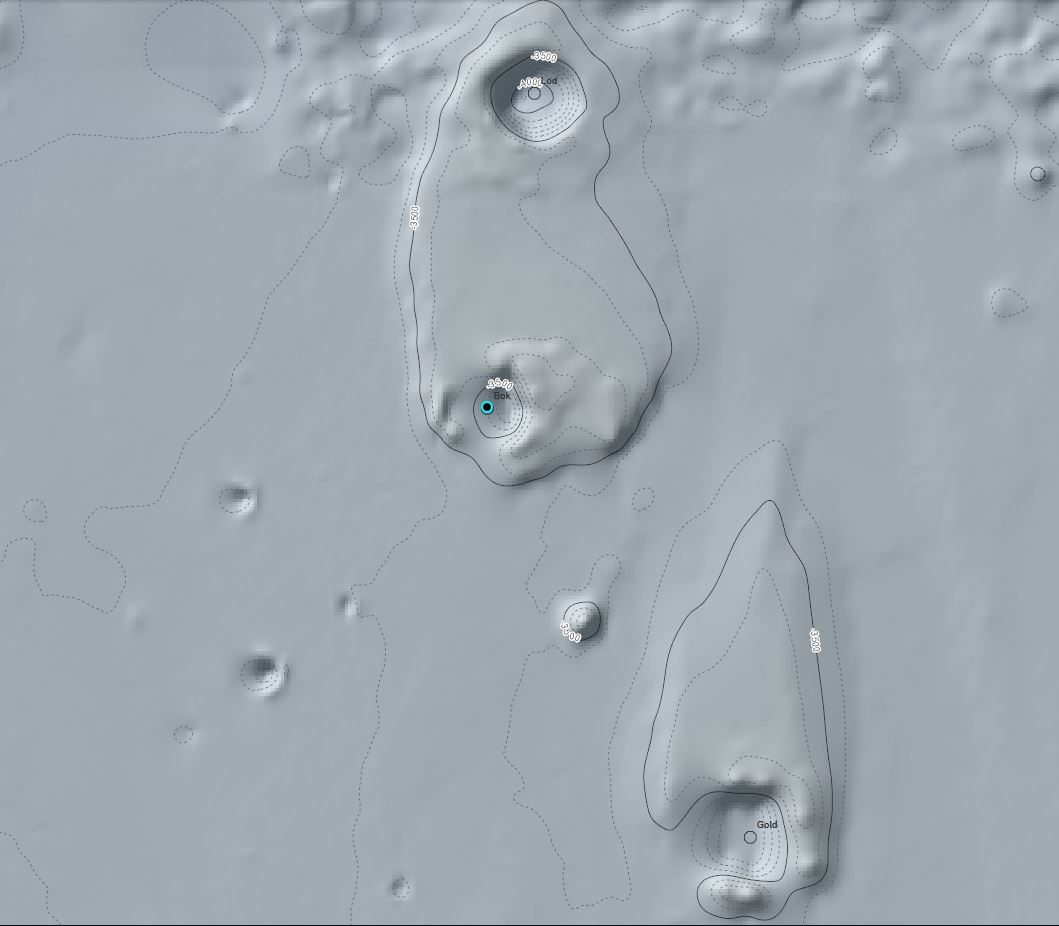
博克陨击坑周边地区地形图
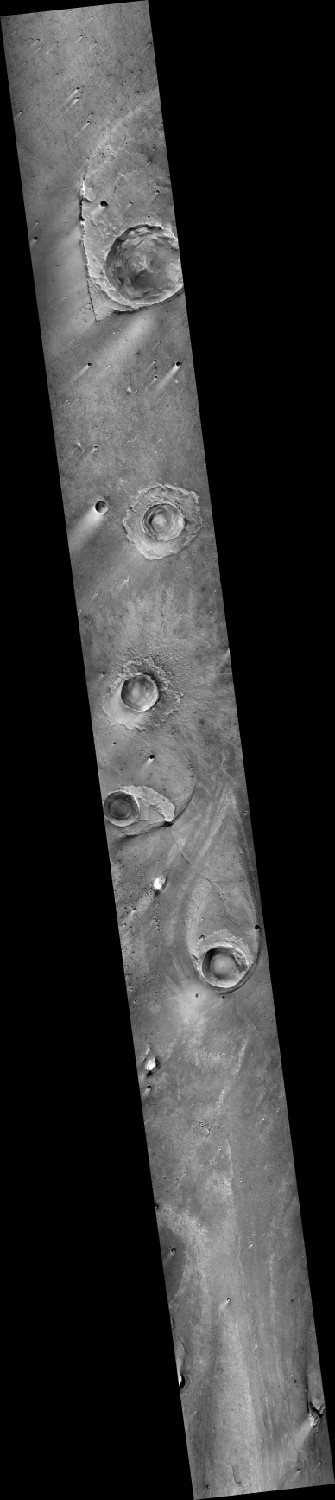
背景相机照片
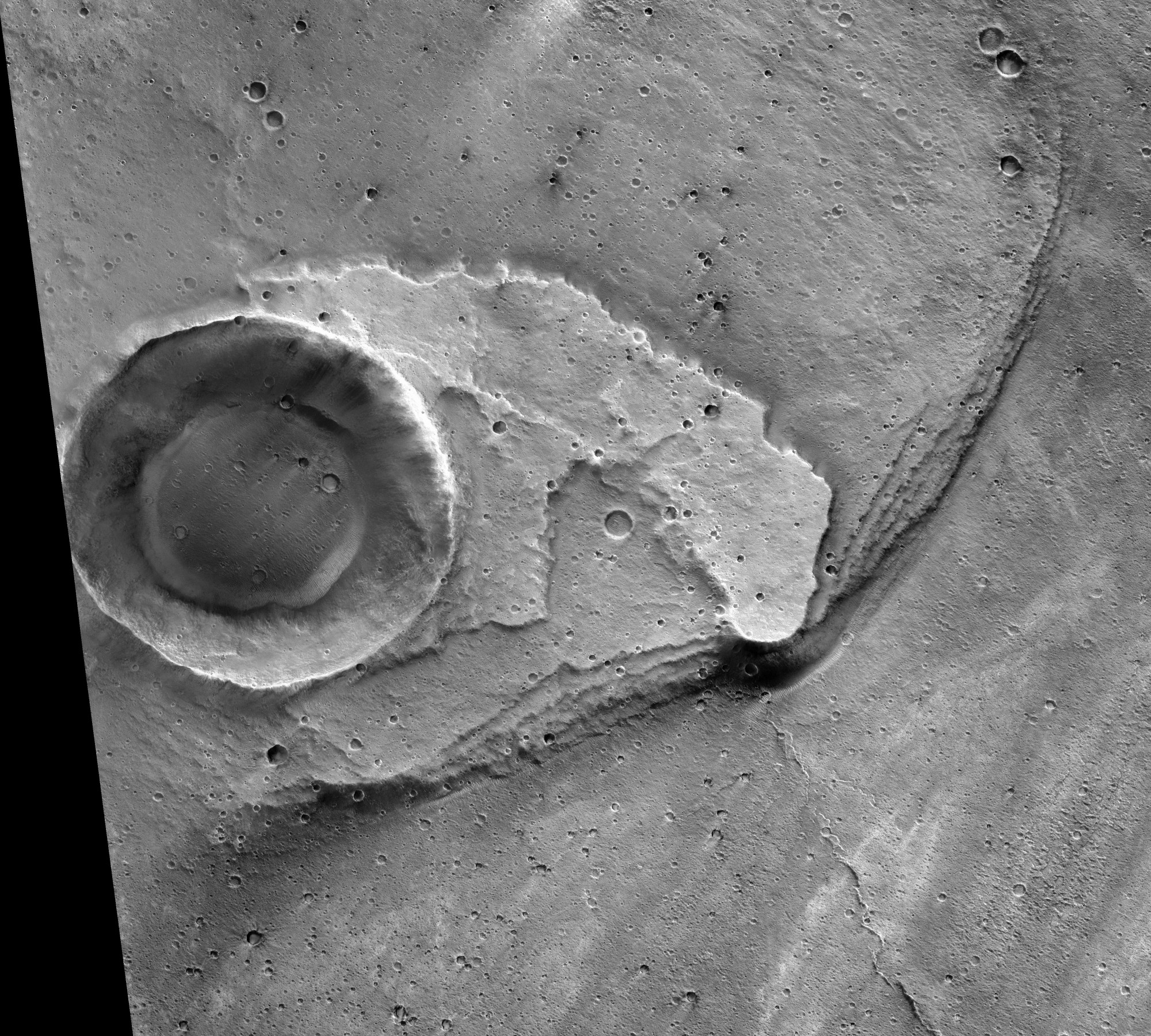
放大显示的博克陨击坑。